# Tony MacMahon

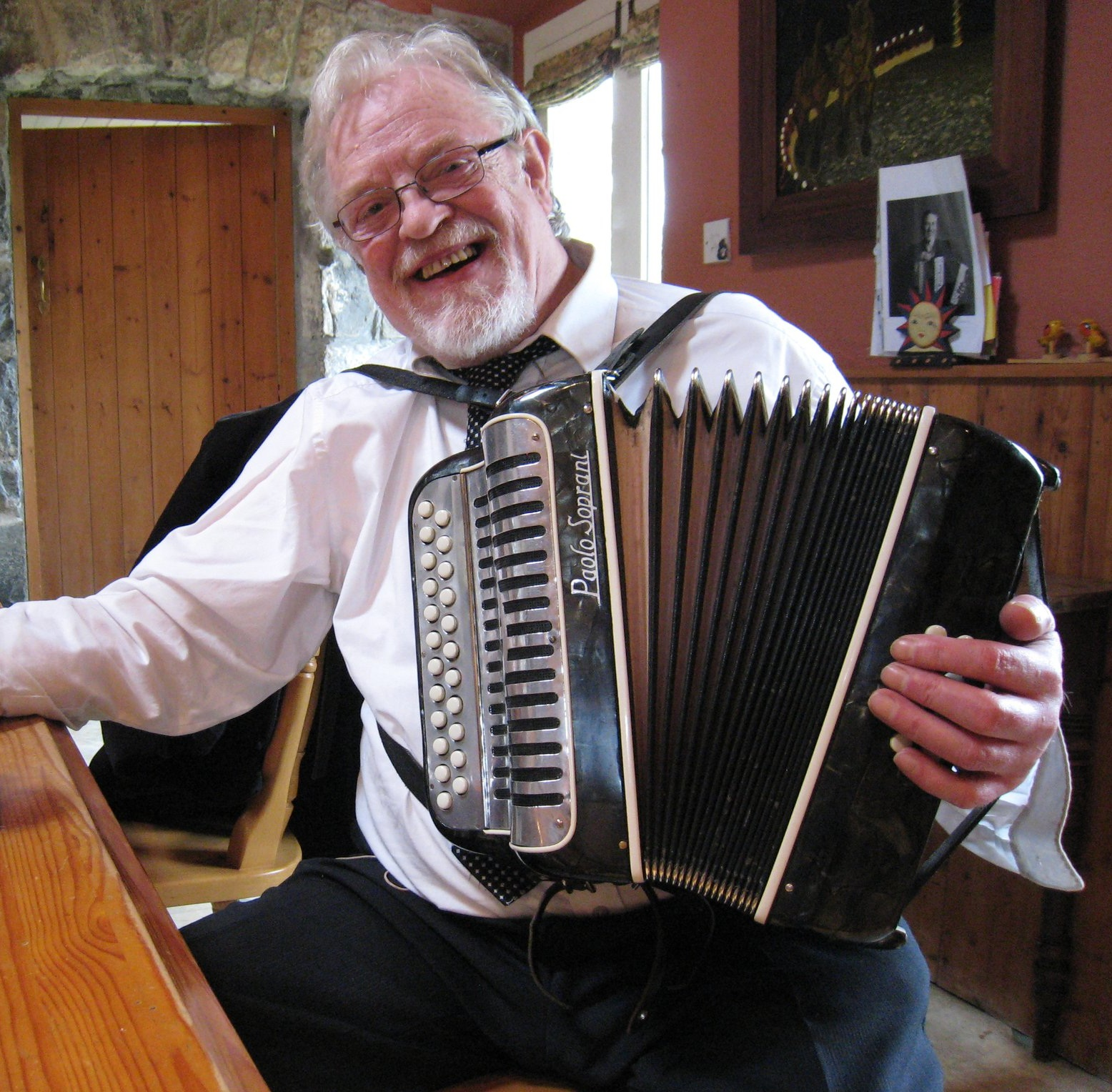
Tony MacMahon

Tony MacMahon  (Ennis (County Clare), 18 april 1939 – Dublin, 8 oktober 2021) was een Ierse traditionele accordeonspeler. Hij werkte onder anderen met: Séamus Ennis, Tommy Potts, Joe Cooley, Willie Clancy en Seán Ó Riada. In 1976 speelde hij met Barney McKenna op het zesde album van The Boys of the Lough. In 2002 maakte hij een opname met The Kroma Quartet en volgde een toneelopleiding aan de Stanford University en Battery Park, New York. Vanwege de ziekte van Parkinson kon hij vanaf 2014 geen accordeon meer spelen. 

## Discografie
- Paddy in the Smoke, compilatiealbum, 1967
- Tony MacMahon, 1972
- The Breeze fron Erin, 1970
- Good Friends, Good Music, met The Boys of the Lough, 1976
- Cry of the Mountain, 1981
- Traditional Irish Accordion, 1992
- Music of Dreams, met Noel Hill, 1993
- Mac Mahon from Clare, 2001
- The Kroma Quartet, 2002